# Tulsa Challenger
Il Tulsa Challenger è stato un torneo professionistico di tennis giocato su campi in cemento. Faceva parte dell'ATP Challenger Series. Si giocava annualmente a Tulsa negli Stati Uniti.

## Albo d'oro

### Singolare
| Anno | Campione        | Finalista      | Punteggio              |
| ---- | --------------- | -------------- | ---------------------- |
| 1999 | André Sá        | Jimy Szymanski | 6–2, 7–6               |
| 2000 | Jimy Szymanski  | Raemon Sluiter | 7–6(5), 6(5)–7, 7–6(3) |
| 2001 | Jan Hernych     | Vince Spadea   | 7–5, 7–5               |
| 2002 | Robert Kendrick | Daniel Melo    | 6–3, 6–3               |

### Doppio
| Anno | Campioni                         | Finalisti                  | Punteggio     |
| ---- | -------------------------------- | -------------------------- | ------------- |
| 1999 | Jeff Coetzee Alejandro Hernández | James Blake Thomas Blake   | 6–2, 6–1      |
| 2000 | Enrique Abaroa Michael Sell      | Gabriel Trifu Glenn Weiner | 5–7, 6–4, 6–2 |
| 2001 | Mardy Fish Jeff Morrison         | Jeff Coetzee Shaun Rudman  | 6–2, 6–3      |
| 2002 | Scott Humphries Mark Merklein    | Diego Ayala Jason Marshall | 7–6(1), 6–4   |